# Solișta, Smolean
Solișta (în bulgară Солища) este un sat în comuna Smolean, regiunea Smolean,  Bulgaria. 

## Demografie
Componența etnică a satului Solișta
     Bulgari (97,56%)
     Nicio identificare (2,43%)
     Altele (0%)
La recensământul din 2011, populația satului Solișta era de 41 locuitori. Din punct de vedere etnic, majoritatea locuitorilor (97,56%) erau bulgari. Pentru 2,43% din locuitori nu este cunoscută apartenența etnică.